# 자노베투스토
자노베투스토(이탈리아어: Giano Vetusto)는 이탈리아 캄파니아주 카세르타도의 코무네다. 나폴리로부터 북쪽으로 40km, 카세르타로부터 북서쪽으로 20km거리에 있다. 명칭은 고대에 있었던 야누스의 신전에서 비롯했다.